# Heinrich Remigius Sauerländer (Verleger, 1776)
Heinrich Remigius Sauerländer (* 13. Dezember 1776 in Frankfurt am Main; † 2. Juni 1847 in Aarau) war ein deutsch-schweizerischer Verleger (Gründer des Verlages Sauerländer).

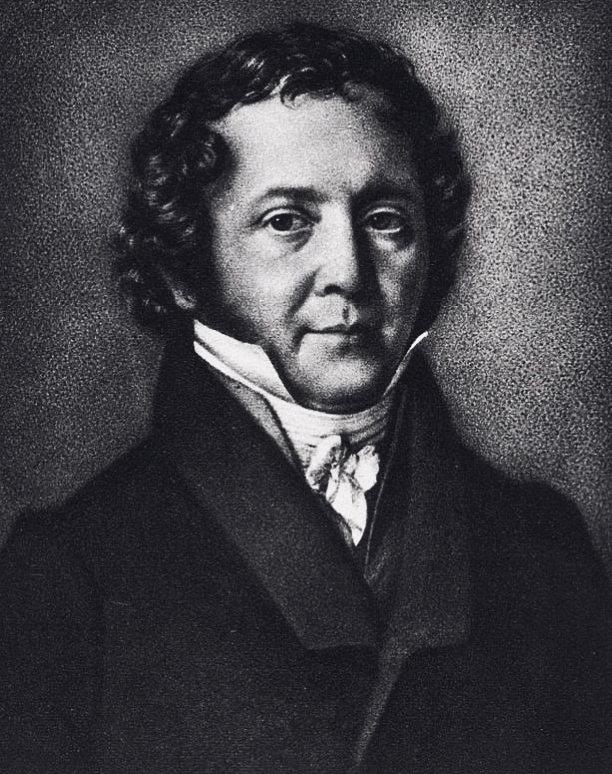
Heinrich Remigius Sauerländer

## Leben und Werk
Sauerländer war das fünfte von dreizehn Kinder des Christian (1745–1805) und der Christina Sophia, geborene Schepper (1752–1816). Sauerländer absolvierte in den väterlichen Offizien eine Buchdruckerlehre und von 1794 bis 1796 folgte eine Lehre bei dem Buchhändler Johann Gottlob Pech am Frankfurter Kleinen Kornmarkt.
Von April 1797 bis im Mai 1801 war Sauerländer Gehilfe bei dem Buchhändler Friedrich Esslinger am Rossmarkt. In Frankfurt befreundete er sich u. a. mit Clemens Brentano. Später hielt sich Sauerländer in Paris auf, wo er sich von den dortigen politischen und geistigen Ideen tief beeindrucken ließ.
Sauerländer ließ sich 1800 in Basel nieder und arbeitete bei dem Buchdrucker und Buchhändler Samuel Flick (1772–1833) dessen Geschäft an der Schifflände war. 1802 wurde Sauerländer für 750 Louis d’or Teilhaber.
In Aarau eröffnete Flick eine Filiale seiner Buchhandlung, einen Zeitschriftenverlag und eine Buchdruckerei, denen hauptsächlich Sauerländer vorstand. 1806 übersiedelte Sauerländer, der am 5. Juli 1803 in Gelterkinden Maria Rhyner (1775–1846) geheiratet hatte, nach Aarau. Am 1. August 1807 trennte sich Sauerländer von Flick und übernahm die Geschäfte in Aarau.

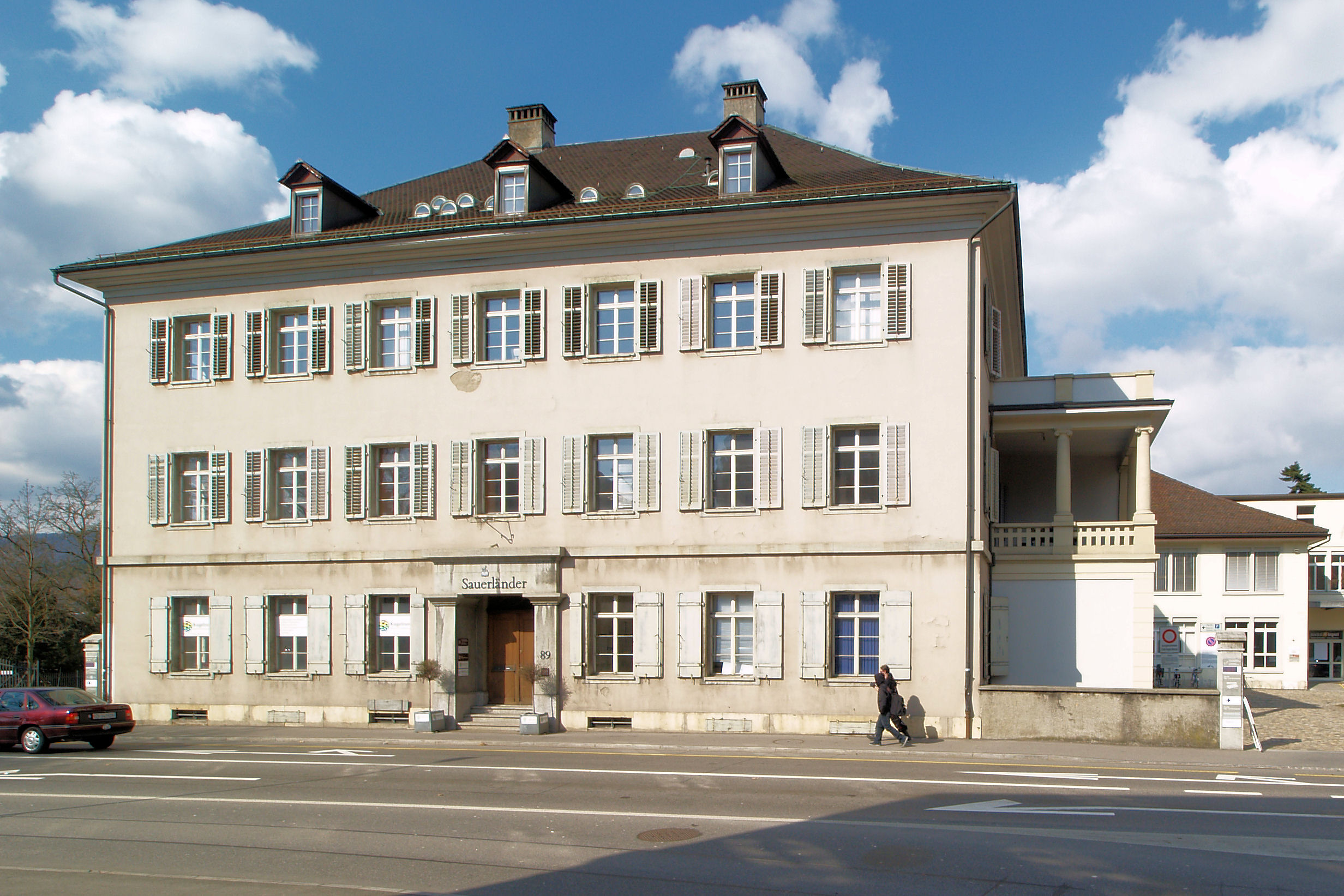
Das Sauerländer Haus an der Laurenzenvorstadt 89 in Aarau

Sauerländer mietete vorerst die Liegenschaft an der Laurenzenvorstadt Nr. 61 von Georg Franz Hofmann und erwarb diese am 10. April 1807. Die Liegenschaft, zu der auch ein bis zum damaligen Stadtbach abfallendes Stück Gartenland gehörte, blieb im Besitz der Familie Sauerländer und deren Nachkommen.  Nach Olivier Zschokke-Sauerländers (1826–1898) Tod wurde die Liegenschaft 1899 verkauft. Im damaligen Gartenhäuschen richtete sich später der Künstler Felix Hoffmann sein Atelier ein und war dort von 1935 bis 1955 tätig. Später benutzte der Lehrer, Schriftsteller und Kulturredaktor Anton Krättli (1922–2010) und anschließend sein Nachfolger Hermann Burger das Atelier.
Sauerländer ließ 1822/1823 in der Benkenklus bei Küttigen eine Papiermühle erbauen, die er bis 1848 betrieb. 1835 nahm er eine Schnellpresse in Betrieb. Im 20. Mai 1837 übersiedelte Sauerländer in das von 1833 bis 1835 erbaute Gebäude an der Laurenzenvorstadt Nr. 89, dem heutigen Haus Sauerländer.
Sein Verlag gewann durch verschiedene Publikationen im In- und Ausland an Bedeutung. So gab er u. a. Heinrich Pestalozzis Wochenschrift für Menschenbildung, von Philipp Emanuel von Fellenberg Landwirtschaftliche Blätter von Hofwil, sowie die von Heinrich Zschokke redigierten Zeitschriften, den Schweizer-Boten, die Erheiterung, die Stunden der Andacht und andere, hauptsächlich die von 1814 bis 1821 erschienene Aarauer Zeitung heraus. Sauerländer verlegte zudem die Gesamtausgabe von Heinrich Zschokkes Werken und die Berichte von Johann Rudolf Meyer über die Erstbesteigungen von Jungfrau am 3. August 1811 und die am 16. August 1812 erfolgte Erstbesteigung des Finsteraarhorns.
Sauerländer war Präsident der Aargauischen Gesellschaft für vaterländische Kultur und gilt als Vorkämpfer im Verlags- und Urheberrecht. Da sein ältester Sohn das väterliche Geschäft nicht weiter führen wollte, übernahmen seine Söhne Carl August Sauerländer und Fritz (1808–1858) die Buchdruckerei und das Sortiment, ab 1845 auch den Verlag.
2004 übergab die Familie Sauerländer das Buch- und Firmenarchiv des Verlages dem Kanton Aargau. Damit sind in der Aargauer Kantonsbibliothek und im Staatsarchiv Aargau neben den Firmenunterlagen, Jugend-, Schul- oder Fachbüchern, Broschüren, Zeitungen und Zeitschriften des Verlags 4'000 Autorendossiers und 100 Dossiers zu Zeitschriften von 1800 bis 2005 zugänglich.